# Cité de la mode et du design
Cité de la mode et du design (česky Město módy a designu) též pod názvem Docks en Seine (Doky na Seině) je moderní stavba v Paříži na nábřeží Quai d'Austerlitz u Pont Charles-de-Gaulle. Nachází se v prostoru bývalých skladišť a byla postavena v rámci projektu Paris Rive Gauche. V roce 2008 se do budovy přestěhoval Institut français de la mode (Francouzský institut módy). Otevření centra pro veřejnost bylo plánováno v témže roce, ale došlo k němu až v roce 2010.

## Historie
V roce 1907 architekt Georges Morin-Goustiaux postavil na nábřeží rozsáhlá skladiště, jednalo se o jedno z prvních použití železobetonu v Paříži. Skladiště sloužila při překládce zboží z lodí a vlaků na Slavkovském nádraží.
V roce 2005 bylo rozhodnuto ve spolupráci města Paříže, Ports de Paris, městské společnosti Société d’économie mixte Paris Rive Gauche, státní banky Caisse des Dépôts a architektonické kanceláře Jakob+MacFarlane vytvořit ze skladiště město módy a designu.

## Architektura
Stavba respektuje původní průmyslový vzhled budovy a umožňuje procházky podél břehu řeky. Betonový skelet byl zakonzervován a doplněn nástavbou z ocele a skla o váze 90 tun a ploše 4 000 m2. Na střeše byla vybudována panoramatická terasa s vegetací umožňující výhled na Seinu a přístupná veřejnosti.
Stavba je dlouhá 200 m se 40 m hlubokými základy. Střešní terasa má rozlohu 3 500 m2, celková plocha všech tří podlaží činí 14 400 m2.